# 斯彭瑟峰
斯彭瑟峰（英語：Spencer Peak），是南極洲的山峰，位於南喬治亞群島，處於薩福角西南面的昆伯蘭灣，海拔高度440米，在1906年由英國海軍命名，該山峰由英國海外領土管轄。